# Narciarstwo dowolne na Zimowych Igrzyskach Olimpijskich 2014 – skicross mężczyzn
Skicross mężczyzn – ostatnia z konkurencji rozgrywanych w ramach narciarstwa dowolnego na Zimowych Igrzyskach Olimpijskich w Soczi. Zawodnicy rywalizowali 20 lutego na trasie Rosa X Snake w ośrodku sportów ekstremalnych Ekstrim-park Roza Chutor, umiejscowionym w Krasnej Polanie.
Mistrzostwa olimpijskiego z Vancouver nie obronił Szwajcar Michael Schmid, który nabawił się kontuzji na treningu. Nowym mistrzem olimpijskim został reprezentant Francji Jean Frédéric Chapuis, srebro wywalczył jego rodak Arnaud Bovolenta. Natomiast medal z brązowego kruszcu przypadł również przedstawicielowi Francji Jonathanowi Midolowi.
Była to druga sytuacja na tych igrzyskach w narciarstwie dowolnym kiedy to na wszystkich stopniach podium uplasowali się zawodnicy z jednego kraju. Wcześniej taka sytuacja wydarzyła się w slopestyle'u, kiedy to podium opanowali zawodnicy ze Stanów Zjednoczonych.

## Terminarz
| Data      | Konkurencja  | Godzina rozpoczęcia | Godzina rozpoczęcia |
| Data      | Konkurencja  | Czas CET            | Czas lokalny        |
| --------- | ------------ | ------------------- | ------------------- |
| 18 lutego | Kwalifikacje | 8:45                | 11:45               |
| 18 lutego | 1/8 Finału   | 10:30               | 13:30               |
| 18 lutego | Ćwierćfinał  | 11:05               | 14:05               |
| 18 lutego | Półfinał     | 11:25               | 14:25               |
| 18 lutego | Finał        | 11:41               | 14:41               |

## Tło
| Data                                                                              | Miejscowość                                                                       | Zwycięzca                                                                         | Drugi                                                                             | Trzeci                                                                            | Źródło                                                                            |
| Wyniki skicrossu podczas zawodów Pucharu Świata w narciarstwie dowolnym 2013/2014 | Wyniki skicrossu podczas zawodów Pucharu Świata w narciarstwie dowolnym 2013/2014 | Wyniki skicrossu podczas zawodów Pucharu Świata w narciarstwie dowolnym 2013/2014 | Wyniki skicrossu podczas zawodów Pucharu Świata w narciarstwie dowolnym 2013/2014 | Wyniki skicrossu podczas zawodów Pucharu Świata w narciarstwie dowolnym 2013/2014 | Wyniki skicrossu podczas zawodów Pucharu Świata w narciarstwie dowolnym 2013/2014 |
| --------------------------------------------------------------------------------- | --------------------------------------------------------------------------------- | --------------------------------------------------------------------------------- | --------------------------------------------------------------------------------- | --------------------------------------------------------------------------------- | --------------------------------------------------------------------------------- |
| 7 grudnia                                                                         | Nakiska                                                                           | Jonas Devouassoux                                                                 | Armin Niederer                                                                    | Brady Leman                                                                       | [ 2 ]                                                                             |
| 15 grudnia                                                                        | Val Thorens                                                                       | Andreas Matt                                                                      | Victor Öhling Norberg                                                             | Jean Frédéric Chapuis                                                             | [ 3 ]                                                                             |
| 21 grudnia                                                                        | Innichen                                                                          | David Duncan                                                                      | Alex Fiva                                                                         | Brady Leman                                                                       | [ 4 ]                                                                             |
| 22 grudnia                                                                        | Innichen                                                                          | David Duncan                                                                      | Andreas Matt                                                                      | Daniel Böhnacker                                                                  | [ 5 ]                                                                             |
| 16 stycznia                                                                       | Val Thorens                                                                       | Christopher Del Bosco                                                             | Daniel Böhnacker                                                                  | Victor Öhling Norberg                                                             | [ 6 ]                                                                             |
| 17 stycznia                                                                       | Val Thorens                                                                       | John Teller                                                                       | Victor Öhling Norberg                                                             | David Duncan                                                                      | [ 7 ]                                                                             |
| 25 stycznia                                                                       | Kreischberg                                                                       | Alex Fiva                                                                         | Johannes Rohrweck                                                                 | Michael Schmid                                                                    | [ 8 ]                                                                             |
| Wyniki skicrossu na Zimowych Igrzyskach Olimpijskich 2010                         |                                                                                   |                                                                                   |                                                                                   |                                                                                   |                                                                                   |
| 21 lutego                                                                         | Vancouver                                                                         | Michael Schmid                                                                    | Andreas Matt                                                                      | Audun Grønvold                                                                    | [ 9 ]                                                                             |
| Wyniki skicrossu na mistrzostwach świata 2011                                     |                                                                                   |                                                                                   |                                                                                   |                                                                                   |                                                                                   |
| 4 lutego                                                                          | Deer Valley                                                                       | Christopher Del Bosco                                                             | Jouni Pellinen                                                                    | Andreas Matt                                                                      | [ 10 ]                                                                            |
| Wyniki skicross na mistrzostwach świata 2013                                      |                                                                                   |                                                                                   |                                                                                   |                                                                                   |                                                                                   |
| 10 marca                                                                          | Voss                                                                              | Jean Frédéric Chapuis                                                             | Bastien Midol                                                                     | John Teller                                                                       | [ 11 ]                                                                            |

## Wyniki

### Kwalifikacje
| Pozycja | Nr | Zawodnik              | Reprezentacja     | Zjazd   | Uwagi |   |                       |         |         |   |
| ------- | -- | --------------------- | ----------------- | ------- | ----- | - | --------------------- | ------- | ------- | - |
| Pozycja | Nr | Zawodnik              | Reprezentacja     | 1.      | Uwagi | 4 | Victor Öhling Norberg | Szwecja | 1:15,59 | Q |
| 2.      | 2  | Christopher Del Bosco | Kanada            | 1:15,91 | Q     |   |                       |         |         |   |
| 3.      | 8  | Brady Leman           | Kanada            | 1:16,43 | Q     |   |                       |         |         |   |
| 4.      | 15 | Jean Frédéric Chapuis | Francja           | 1:16,77 | Q     |   |                       |         |         |   |
| 5.      | 18 | Anton Grimus          | Australia         | 1:16,82 | Q     |   |                       |         |         |   |
| 6.      | 9  | David Duncan          | Kanada            | 1:17,31 | Q     |   |                       |         |         |   |
| 7.      | 13 | Filip Flisar          | Słowenia          | 1:17,35 | Q     |   |                       |         |         |   |
| 8.      | 16 | Armin Niederer        | Szwajcaria        | 1:17,39 | Q     |   |                       |         |         |   |
| 9.      | 3  | Tomáš Kraus           | Czechy            | 1:17,41 | Q     |   |                       |         |         |   |
| 10.     | 12 | Jouni Pellinen        | Finlandia         | 1:17,41 | Q     |   |                       |         |         |   |
| 11.     | 17 | Arnaud Bovolenta      | Francja           | 1:17,48 | Q     |   |                       |         |         |   |
| 12.     | 5  | Andreas Matt          | Austria           | 1:17,55 | Q     |   |                       |         |         |   |
| 13.     | 7  | Daniel Bohnacker      | Niemcy            | 1:17,59 | Q     |   |                       |         |         |   |
| 14.     | 22 | Christoph Wahrstötter | Austria           | 1:17,72 | Q     |   |                       |         |         |   |
| 15.     | 14 | Thomas Zangerl        | Austria           | 1:17,72 | Q     |   |                       |         |         |   |
| 16.     | 32 | Siergiej Możajew      | Rosja             | 1:17,83 | Q     |   |                       |         |         |   |
| 17.     | 24 | Jegor Korotkow        | Rosja             | 1:17,87 | Q     |   |                       |         |         |   |
| 18.     | 25 | Didrik Bastian Juell  | Norwegia          | 1:18,03 | Q     |   |                       |         |         |   |
| 19.     | 19 | Thomas Fischer        | Niemcy            | 1:18,06 | Q     |   |                       |         |         |   |
| 20.     | 6  | John Teller           | Stany Zjednoczone | 1:18,14 | Q     |   |                       |         |         |   |
| 21.     | 10 | Jonas Devouassoux     | Francja           | 1:18,32 | Q     |   |                       |         |         |   |
| 22.     | 28 | Michael Forslund      | Szwecja           | 1:18,33 | Q     |   |                       |         |         |   |
| 23.     | 20 | Christian Mithassel   | Norwegia          | 1:18,40 | Q     |   |                       |         |         |   |
| 24.     | 31 | Scott Kneller         | Australia         | 1:18,58 | Q     |   |                       |         |         |   |
| 25.     | 23 | Thomas Borge Lie      | Norwegia          | 1:18,69 | Q     |   |                       |         |         |   |
| 26.     | 29 | Florian Eigler        | Niemcy            | 1:18,91 | Q     |   |                       |         |         |   |
| 27.     | 27 | John Eklund           | Szwecja           | 1:18,97 | Q     |   |                       |         |         |   |
| 28.     | 26 | Patrick Koller        | Austria           | 1:19,12 | Q     |   |                       |         |         |   |
| 29.     | 11 | Jonathan Midol        | Francja           | 1:19,57 | Q     |   |                       |         |         |   |
| 30.     | 1  | Alex Fiva             | Szwajcaria        | DNF     | Q     |   |                       |         |         |   |
| 31.     | 21 | Andreas Schauer       | Niemcy            | DNF     | Q     |   |                       |         |         |   |
| 32.     | 30 | Michael Schmid        | Szwajcaria        | DNS     | Q     |   |                       |         |         |   |

## Runda Eliminacyjna

### 1/8 Finału
| Pozycja | Nr | Zawodnik              | Reprezentacja | Uwagi |
| ------- | -- | --------------------- | ------------- | ----- |
| 1.      | 4  | Victor Öhling Norberg | Szwecja       | Q     |
| 2.      | 24 | Jegor Korotkow        | Rosja         | Q     |
| 3.      | 32 | Siergiej Możajew      | Rosja         |       |
| -       | 30 | Michael Schmid        | Szwajcaria    | DNS   |

| Pozycja | Nr | Zawodnik         | Reprezentacja | Uwagi |
| ------- | -- | ---------------- | ------------- | ----- |
| 1.      | 12 | Jouni Pellinen   | Finlandia     | Q     |
| 2.      | 16 | Armin Niederer   | Szwajcaria    | Q     |
| 3.      | 23 | Thomas Borge Lie | Norwegia      |       |
| 4.      | 31 | Scott Kneller    | Australia     |       |

| Pozycja | Nr | Zawodnik          | Reprezentacja | Uwagi |
| ------- | -- | ----------------- | ------------- | ----- |
| 1.      | 5  | Andreas Matt      | Austria       | Q     |
| 2.      | 10 | Jonas Devouassoux | Francja       | Q     |
| 3.      | 26 | Patrick Koller    | Austria       |       |
| 4.      | 18 | Anton Grimus      | Australia     | DNF   |

| Pozycja | Nr | Zawodnik              | Reprezentacja     | Uwagi |
| ------- | -- | --------------------- | ----------------- | ----- |
| 1.      | 15 | Jean Frédéric Chapuis | Francja           | Q     |
| 2.      | 11 | Jonathan Midol        | Francja           | Q     |
| 3.      | 7  | Daniel Bohnacker      | Niemcy            |       |
| 4.      | 6  | John Teller           | Stany Zjednoczone | DNF   |

| Pozycja | Nr | Zawodnik              | Reprezentacja | Uwagi |
| ------- | -- | --------------------- | ------------- | ----- |
| 1.      | 8  | Brady Leman           | Kanada        | Q     |
| 2.      | 19 | Thomas Fischer        | Niemcy        | Q     |
| 3.      | 22 | Christoph Wahrstötter | Austria       |       |
| 4.      | 1  | Alex Fiva             | Szwajcaria    |       |

| Pozycja | Nr | Zawodnik         | Reprezentacja | Uwagi |
| ------- | -- | ---------------- | ------------- | ----- |
| 1.      | 27 | John Eklund      | Szwecja       | Q     |
| 2.      | 17 | Arnaud Bovolenta | Francja       | Q     |
| 3.      | 28 | Michael Forslund | Szwecja       |       |
| 4.      | 9  | David Duncan     | Kanada        |       |

| Pozycja | Nr | Zawodnik            | Reprezentacja | Uwagi |
| ------- | -- | ------------------- | ------------- | ----- |
| 1.      | 13 | Filip Flisar        | Słowenia      | Q     |
| 2.      | 29 | Florian Eigler      | Niemcy        | Q     |
| 3.      | 3  | Tomáš Kraus         | Czechy        |       |
| 4.      | 20 | Christian Mithassel | Norwegia      | DNF   |

| Pozycja | Nr | Zawodnik              | Reprezentacja | Uwagi |
| ------- | -- | --------------------- | ------------- | ----- |
| 1.      | 25 | Didrik Bastian Juell  | Norwegia      | Q     |
| 2.      | 21 | Andreas Schauer       | Niemcy        | Q     |
| 3.      | 2  | Christopher Del Bosco | Kanada        |       |
| 4.      | 14 | Thomas Zangerl        | Austria       |       |

### Ćwierćfinał
| Pozycja | Nr | Zawodnik              | Reprezentacja | Uwagi |
| ------- | -- | --------------------- | ------------- | ----- |
| 1.      | 16 | Armin Niederer        | Szwajcaria    | Q     |
| 2.      | 24 | Jegor Korotkow        | Rosja         | Q     |
| 3.      | 4  | Victor Öhling Norberg | Szwecja       |       |
| 4.      | 12 | Jouni Pellinen        | Finlandia     |       |

| Pozycja | Nr | Zawodnik         | Reprezentacja | Uwagi |
| ------- | -- | ---------------- | ------------- | ----- |
| 1.      | 8  | Brady Leman      | Kanada        | Q     |
| 2.      | 17 | Arnaud Bovolenta | Francja       | Q     |
| 3.      | 27 | John Eklund      | Szwecja       |       |
| 4.      | 19 | Thomas Fischer   | Niemcy        | DNF   |

| Pozycja | Nr | Zawodnik              | Reprezentacja | Uwagi |
| ------- | -- | --------------------- | ------------- | ----- |
| 1.      | 15 | Jean Frédéric Chapuis | Francja       | Q     |
| 2.      | 11 | Jonathan Midol        | Francja       | Q     |
| 3.      | 10 | Jonas Devouassoux     | Francja       |       |
| 4.      | 5  | Andreas Matt          | Austria       |       |

| Pozycja | Nr | Zawodnik             | Reprezentacja | Uwagi |
| ------- | -- | -------------------- | ------------- | ----- |
| 1.      | 13 | Filip Flisar         | Słowenia      | Q     |
| 2.      | 29 | Florian Eigler       | Niemcy        | Q     |
| 3.      | 21 | Andreas Schauer      | Niemcy        |       |
| 4.      | 25 | Didrik Bastian Juell | Norwegia      |       |

### Półfinał
| Pozycja | Nr | Zawodnik              | Reprezentacja | Uwagi |
| ------- | -- | --------------------- | ------------- | ----- |
| 1.      | 15 | Jean Frédéric Chapuis | Francja       | QF    |
| 2.      | 11 | Jonathan Midol        | Francja       | QF    |
| 3.      | 24 | Jegor Korotkow        | Rosja         | QSF   |
| 4.      | 16 | Armin Niederer        | Szwajcaria    | QSF   |

| Pozycja | Nr | Zawodnik         | Reprezentacja | Uwagi |
| ------- | -- | ---------------- | ------------- | ----- |
| 1.      | 8  | Brady Leman      | Kanada        | QF    |
| 2.      | 17 | Arnaud Bovolenta | Francja       | QF    |
| 3.      | 29 | Florian Eigler   | Niemcy        | QSF   |
| 4.      | 13 | Filip Flisar     | Słowenia      | QSF   |

### Finał
Mały Finał
| Pozycja | Nr | Zawodnik       | Reprezentacja |
| ------- | -- | -------------- | ------------- |
| 5.      | 24 | Jegor Korotkow | Rosja         |
| 6.      | 13 | Filip Flisar   | Słowenia      |
| 7.      | 16 | Armin Niederer | Szwajcaria    |
| 8.      | 29 | Florian Eigler | Niemcy        |

Finał
| Pozycja | Nr | Zawodnik              | Reprezentacja |
| ------- | -- | --------------------- | ------------- |
| 01 !    | 15 | Jean Frédéric Chapuis | Francja       |
| 02 !    | 17 | Arnaud Bovolenta      | Francja       |
| 03 !    | 11 | Jonathan Midol        | Francja       |
| 4.      | 8  | Brady Leman           | Kanada        |